# Centratherum
Centratherum es un género de plantas fanerógamas perteneciente a la familia de las asteráceas. Comprende 48 especies descritas y de estas, solo 5 aceptadas. Se encuentran en Centroamérica, Sudamérica, las Antillas, Australia Filipinas y México

## Descripción
Son hierbas o subarbustos bajos, hasta 0.5 m de alto, tornándose sufruticosos al envejecer, erectos a escandentes; tallos simples a varias veces ramificados, ramas estriadas, vellosas a tomentosas. Hojas alternas, las caulinares frecuentemente agrupadas, lanceoladas a ovadas u obovadas a espatuladas, 2–7 cm de largo y 0.5–3 cm de ancho, ápice agudo a obtuso, base cuneada a atenuada, márgenes serrados, a veces ciliados, superficies punteado-glandulares y escasamente pubescentes; sésiles a cortamente pecioladas, pecíolos indefinidos. Capitulescencias solitarias, terminales, pedúnculos 2–7 cm de largo; capítulos discoides con muchos flósculos perfectos y fértiles; involucros ampliamente hemisféricos a campanulados, 0.5–1.2 cm de largo y 1.5–2 cm de ancho; filarias en 4–6 series, ápices agudos a obtusos o espinescentes, las aristas 1–4 mm de largo, cilioladas y glandulosas, las exteriores foliáceas, verdosas, las internas angostamente deltoides, purpúreas; receptáculos planos, alveolados, desnudos; corolas 5–8 mm de largo, glandulosas, purpúreas, el tubo angostamente cilíndrico, ligeramente expandido en el ápice, los 5 lobos lineares a lanceolados, 1–2 mm de largo; anteras 1–1.5 mm de largo; estilos 6–7 mm de largo. Aquenios turbinados, 1.6–2.6 mm de largo, débilmente acostillados, ocasionalmente con pubescencia diminuta en las costillas; vilano pajizo claro, de numerosas escamas filiformes, 1.5–2.5 mm de largo, caedizas.

## Taxonomía
El género fue descrito por Alexandre Henri Gabriel de Cassini y publicado en Bull. Sci. Soc. Philom. Paris 1817: 31. 1817. La especie tipo de Centratherum punctatum Cass.

## Especies aceptadas
A continuación se brinda un listado de las especies del género Centratherum aceptadas hasta julio de 2012, ordenadas alfabéticamente. Para cada una se indica el nombre binomial seguido del autor, abreviado según las convenciones y usos.
- Centratherum australianum (K.Kirkman) A.R.Bean
- Centratherum cardenasii H.Rob.
- Centratherum confertum K.Kirkman
- Centratherum intermedium (Link) Less.
- Centratherum punctatum Cass.